# سیارک ۲۱۳۰۱
سیارک ۲۱۳۰۱ (به انگلیسی: 21301 Zanin، نامگذاری:1996WE3) بیست و یک هزار و سیصد و یکمین سیارک کشف شده‌است که در ۲۲ نوامبر ۱۹۹۶ کشف شد.
قدر مطلق سیارک برابر ۱۴.۸ است.